# Ва-банк (фильм)

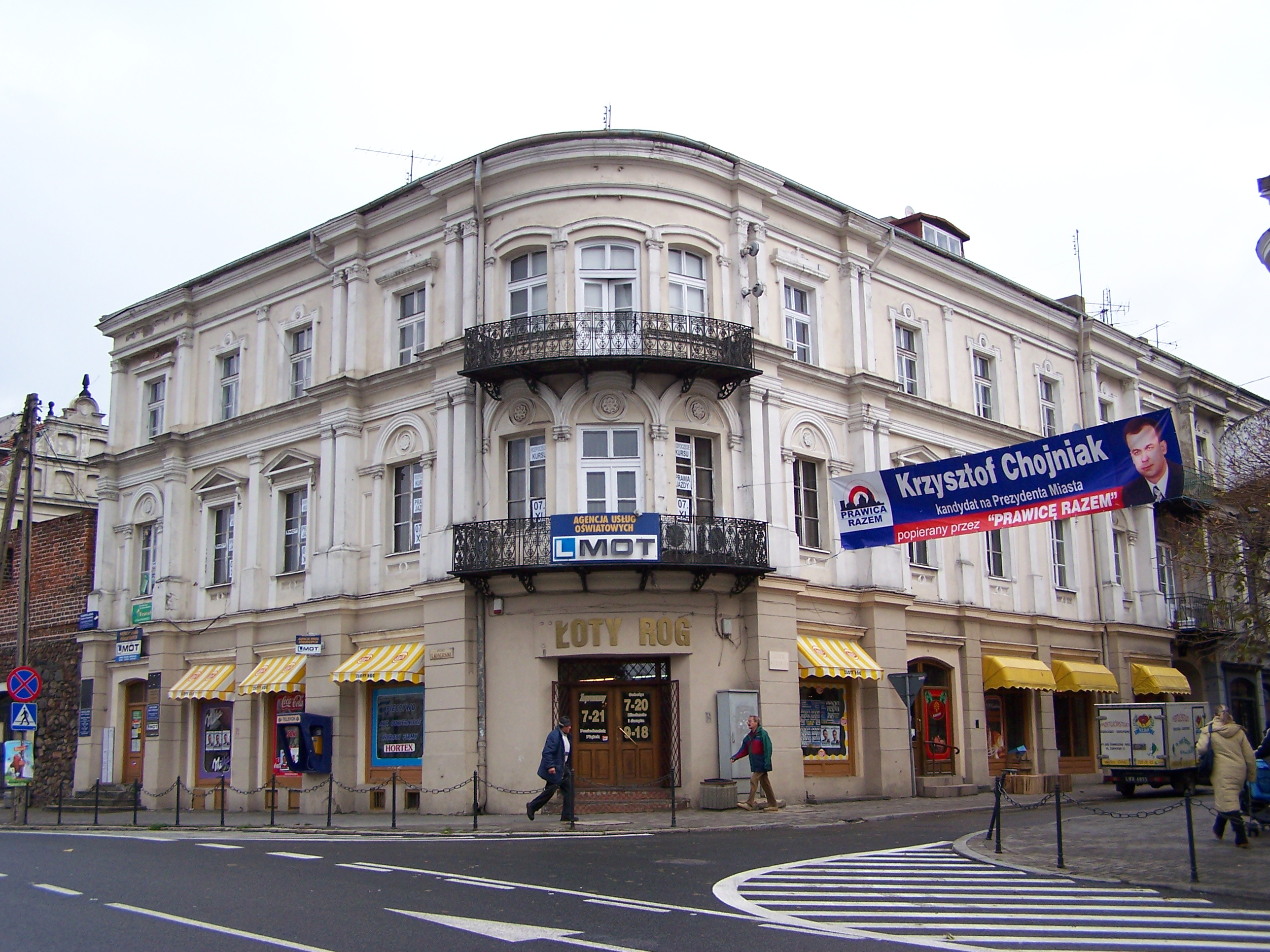
Этот дом в городе Пётркув-Трыбунальски «сыграл роль» Банковского дома Крамера.

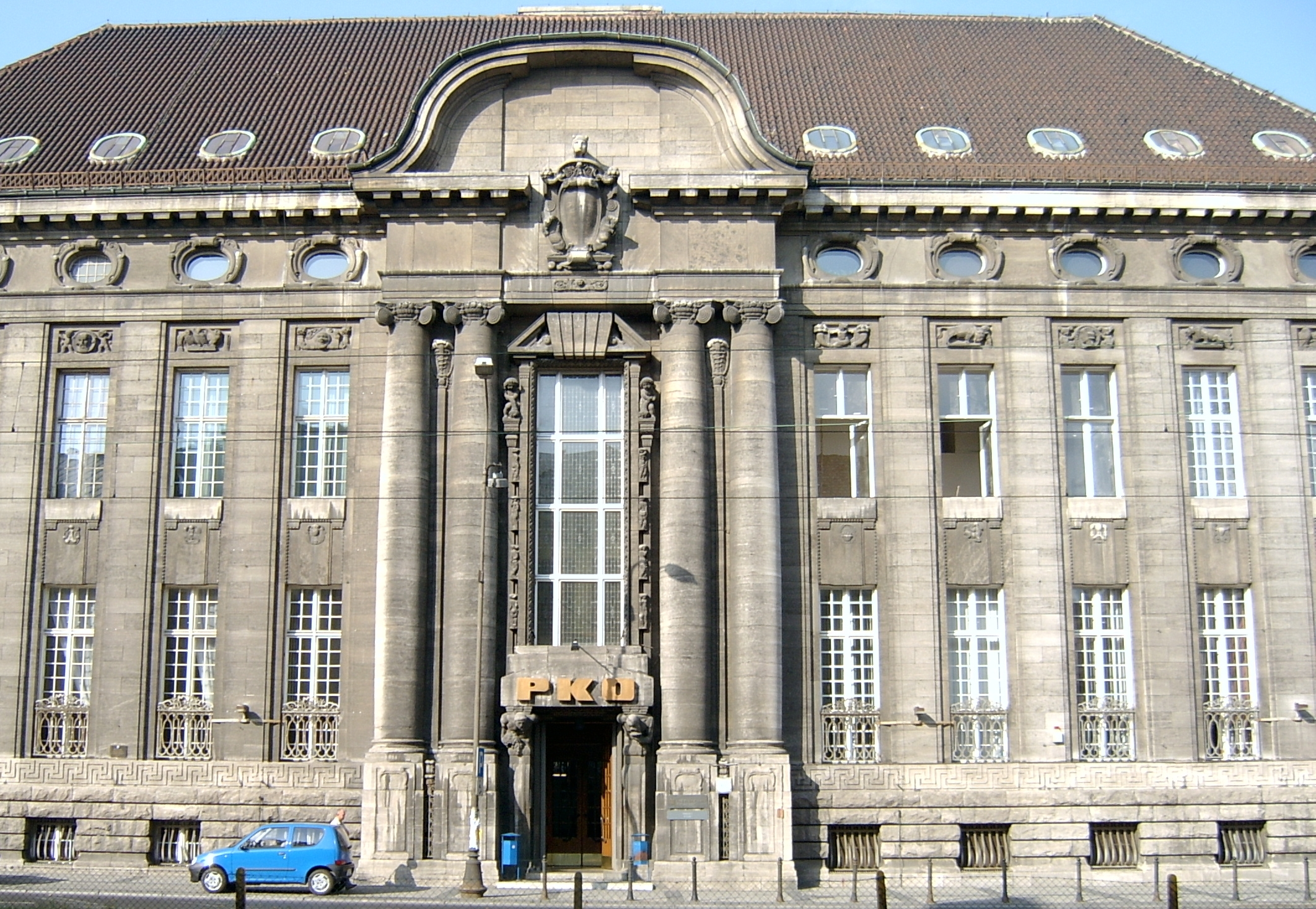
Здание в Лодзи, где снимались интерьеры банка

«Ва-банк» (пол. Vabank) — польская криминальная комедия 1981 года режиссёра Юлиуша Махульского.

## Сюжет
Варшава, октябрь 1934 года. Два брата Мокс и Нута успешно дебютируют в ограблении ювелира на сумму 10 тысяч злотых. Известный в криминальных кругах взломщик сейфов и одновременно джазовый трубач Хенрик Квинто выходит из тюрьмы, в которой отсидел шесть лет. Придя домой, Квинто обнаруживает, что жена уже нашла ему замену в лице комиссара полиции Кармелицкого. Тогда он забирает из тайника в ножке стула спрятанные когда-то деньги, оставляет жене свои ключи от квартиры и уходит, не сказав ей ни слова.
У ворот его встречают те самые два молодых авантюриста — братья Мокс и Нута, мечтающие заполучить легендарного медвежатника в сообщники. Но Квинто утверждает, что он музыкант, чем сбивает их с толку. Братья на всякий случай сообщают ему адрес автомастерской, где они работают.
Квинто снимает номер в гостинице. Ему наносит визит его бывший сообщник, а ныне преуспевающий банкир Густав Крамер, который сообщает, что шесть лет назад Квинто был арестован не случайно. Крамер, будучи пойманным на махинациях с фальшивыми облигациями, согласился заманить Квинто в расставленную полицией ловушку. И теперь в качестве компенсации морального ущерба он принёс Хенрику 45 000 злотых, считая совершённое предательство искупленным. В ответ Квинто советует не сообщать адрес своего банка, на что Крамер, уверенный в неуязвимости собственных сейфов, с издёвкой реагирует: «Ухо от селёдки».
Квинто идёт навестить своего друга, музыканта Тадеуша Рыхлиньского, с которым раньше вместе выступал в одном джаз-оркестре. Но от жены Тадеуша Марты он узнаёт о его гибели: за день до смерти Тадеуш положил все свои сбережения, 19 000 злотых, в банк на предъявителя, но по дороге домой был избит и ограблен, налётчики похитили квитанцию, и банковский вклад оказался недоступен. На следующий день Тадеуш якобы выбросился из окна. По словам вдовы, полиция пришла к выводу, что имело место самоубийство, но Квинто не верит в это, поскольку хорошо знал друга.
В память о погибшем друге Марта передаёт Квинто трубу Тадеуша. В мундштуке трубы Квинто обнаруживает адресованную ему записку Рыхлиньского, где говорится: «Я знаю, как Крамер стал владельцем банка». Квинто приходит к выводу, что ограбление и инсценировка самоубийства были совершены по заказу Крамера, который пожелал устранить Тадеуша как нежелательного свидетеля своих грязных дел.
В свете открывшихся обстоятельств Квинто начинает действовать. Он находит Мокса и Нуту в авторемонтной мастерской и поручает им найти последний адрес его старого друга Датчанина (Дуньчика). Вскоре Крамер по почте получает назад свои 45 000 злотых вместе с газетным объявлением о смерти Тадеуша. Понимая, что ему объявлена война, он решает расправиться с Квинто, для чего нанимает Кремпича, профессионального убийцу.
Братья не находят Датчанина. За поиски берётся сам Квинто: он, помня старые привычки своего приятеля, находит его на футбольном матче. Однако сам Датчанин давно покончил с криминальным прошлым и больше всего ценит покой. Сначала он отказывается помогать Квинто. Но Хенрик убеждает Датчанина в том, что для него отомстить Крамеру — дело принципа. На стадионе Кремпич, пытаясь расправиться с Квинто, случайно убивает из пистолета с глушителем вставшего перед ним в последний момент постороннего человека. Воспользовавшись суматохой, герои покидают стадион. Потрясённый увиденным, Датчанин соглашается участвовать в замысле друга.
Квинто излагает свой план: ограбить банк Крамера так, чтобы под подозрением оказался сам банкир. Датчанин направляется в банк Крамера и для вида открывает там счёт. Опытным взглядом он оценивает все особенности сигнализации здания банка (у Крамера установлена новейшая система от швейцарской фирмы «Циглер») и в домашней мастерской подбирает форму пластинки, способной заблокировать сигнализацию.
Сообщники приступают к осуществлению плана. В это время Крамер случайно, как он думает, знакомится с девушкой Натальей (невестой Мокса), которой помогает завести заглохшую на дороге машину. Неделю спустя, с цветами и шампанским Крамер приходит к ней в гости, столкнувшись на лестничной площадке с негром, выходящим из соседней квартиры с догом на поводке. Приятно проводя время с гостем, Наталья как бы между делом просит его помочь ей расстегнуть колье, что банкир и делает (при этом оставив свои отпечатки на пластинке, вцепленной в колье); затем девушка незаметно выбрасывает украшение из окна на улицу, где его подбирает Мокс.
В гостиничный номер Квинто проникает Кремпич, намереваясь довести свою миссию до конца. Но Квинто, предугадав его действия, закалывает того и выбрасывает из окна. После этого Квинто внезапно задерживают полицейские и доставляют в участок. Там Квинто вновь встречает любовника своей жены Кармелицкого, который сообщает ему о том, что его подозревают в ограблении виллы известного адвоката Валенты. Тут же выясняется, что пока Хенрика везли в участок, полиция уже успела арестовать настоящих грабителей. Кармелицкий, убедившись в непричастности Квинто к произошедшему преступлению, вынужден отпустить его.
Из-за неожиданного задержания Квинто не успевает вовремя прибыть к месту встречи, но появляется там как раз тогда, когда сообщники, собравшиеся на крыше банка, уже собрались было разойтись. Сообщники проникают в банк через вентиляционную шахту расположенного под ним ресторана. Там они оглушают охранников, игравших в шахматы, и блокируют сигнализацию пластинкой, послужившей застёжкой колье Натальи. Квинто открывает двери сейфа, сообщники забирают оттуда все деньги (585 000 злотых) и ценные бумаги. Затем Нута автогеном прорезает в боковой стенке сейфа отверстие, и компания удаляется, оставив на месте преступления в качестве улики пластинку-«застёжку». Далее сообщники проникают в дом Крамера и, пользуясь отсутствием хозяина, подкидывают 500 000 злотых и бумаги в корзину с его грязным бельём.
Вечером, празднуя удачно провёрнутое дело, компания, в которую входит и Наталья, делит оставшиеся деньги. 5000 злотых уходят на накладные расходы, а ещё 80 000 злотых распределяются поровну между всеми участниками ограбления. Свою долю Квинто отсылает Марте, якобы в качестве компенсации семье потерпевшего от банковских махинаций.
Наутро банк полон полицейскими. Возглавляющий следствие комиссар Пшигода определяет, что сейф был разрезан только для инсценировки взлома, а открыт был обычным путём. К тому же на найденной пластинке были обнаружены отпечатки пальцев Крамера. Это дало комиссару основание произвести обыск в доме банкира, где в корзине с грязным бельём и были обнаружены украденные из банка ценности.
Крамер пытается доказать, что на время ограбления у него было алиби. Сначала он ведёт полицейских в квартиру Натальи, но её там нет, а находящиеся в этой квартире супруги утверждают, что ни Натальи, ни Крамера никогда не видели. Тогда банкир вспоминает о другом свидетеле — негре, выходившем из соседней квартиры. Но в этой квартире вместо молодого негра с собакой живёт пожилая женщина с кошкой. Она утверждает, что ни негра, ни собаки здесь никогда не было.
В итоге Крамера арестовывают. У здания суда он, окружённый толпой журналистов, видит Квинто, невозмутимо читающего газету, и понимает, что ограбление его банка — дело рук бывшего сообщника, отомстившего ему таким образом за гибель Тадеуша и предательство шестилетней давности. Квинто, встретившись с Крамером взглядом, дотрагивается пальцами до мочки уха, недвусмысленно напоминая Крамеру о его собственных словах «ухо от селёдки».

## В ролях
| Актёр                 | Роль                                                            |
| --------------------- | --------------------------------------------------------------- |
| Ян Махульский         | Хенрик Квинто бывший медвежатник                                |
| Леонард Петрашак      | Густав Крамер бывший сообщник Квинто, ныне преуспевающий банкир |
| Витольд Пыркош        | Датчанин друг и сообщник Квинто                                 |
| Яцек Хмельник         | Мокс мелкий мошенник                                            |
| Кшиштоф Кершновский   | Нута брат и сообщник Мокса                                      |
| Эльжбета Зайонцувна   | Наталия невеста Мокса                                           |
| Тадеуш Проц           | Тадеуш Рыхлиньский покойный друг Квинто                         |
| Эва Шикульска         | Марта Рыхлиньская вдова Тадеуша Рыхлинского                     |
| Здзислав Кузьняр      | Кремпич профессиональный убийца                                 |
| Юзеф Пара             | комиссар Пшигода                                                |
| Збигнев Гейгер        | Ставиский секретарь Крамера                                     |
| Зофья Гронзевич       | жена Квинто                                                     |
| Януш Михаловский      | комиссар Кармелитский любовник жены Квинто                      |
| Рышард Котыс          | Мельский                                                        |
| Хенрик Биста          | Ян Рожек                                                        |
| Леон Немчик           | ювелир                                                          |
| Эугениуш Корчаровский | польский радиокомментатор на стадионе                           |

## Саундтрек
Во время записи музыки для «Ва-банка» композитор Генрик Кузьняк специально расстраивал некоторые инструменты, чтобы они фальшивили. Он хотел передать звучание неидеального ресторанного оркестра — чтоб в фильме было как в жизни. Например, в картине звучит расстроенное фортепиано, и трубы тоже играют немного фальшиво.

## Награды
- 1981 — приз за лучший дебют Национального кинофестиваля в Гданьске
- 1982 — специальный приз МКФ в Маниле
- 1982 — приз МКФ в Карловых Варах
- 1982 — приз МКФ в Каттолика
- 1982 — Гран-при МКФ в Веве
- 1982 — приз МКФ в Марселе

## Комментарии
1. ↑  По утверждению композитора ленты Хенрика Кузняка, данный факт является исторической неточностью, поскольку в довоенной Польше джаза как такового не существовало.
2. ↑  Дуньчик (пол. Duńczyk) — фамилия героя Витольда Пыркоша, а не прозвище. При переводе этого и следующего фильмов на русский язык использовался русский перевод этого слова — Датчанин.